# Esmolandia
Esmolandia o Esmalandia (en sueco: Småland) es una provincia histórica o comarca (landskap) del sureste de Suecia. Su superficie es de 29 400 km² y su población se estima en 708 896 personas en 2004. Limita con Blekinge, Escania, Halland, Vestrogotia, Ostrogotia y con el mar Báltico. También es conocida por ser la provincia donde se creó IKEA, que nació como un pequeño almacén. Sus tierras son muy poco fértiles y por ello sus habitantes tienen que hacer duros esfuerzos para cultivar la tierra.

## Ciudades
- Jönköping
- Växjö
- Kalmar
- Västervik
- Värnamo
- Oskarshamn

Esmolandia
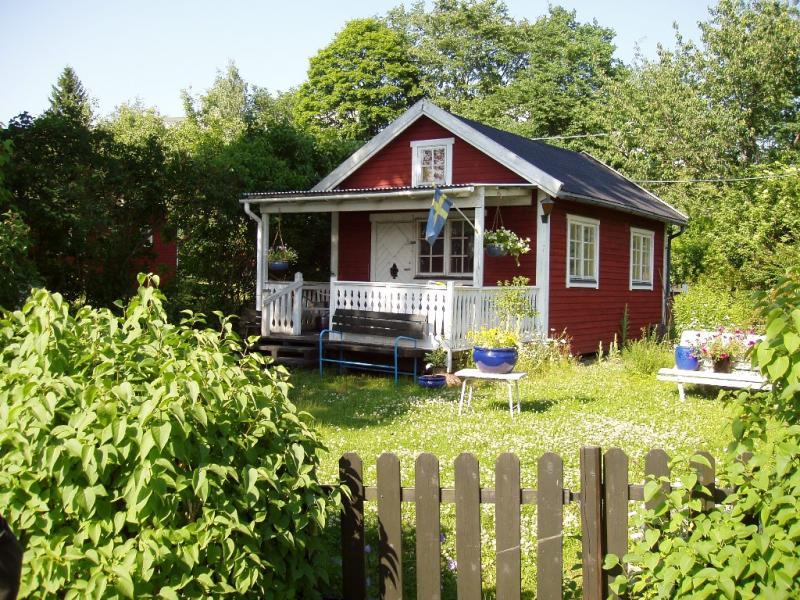
Una casa típica de Esmolandia.
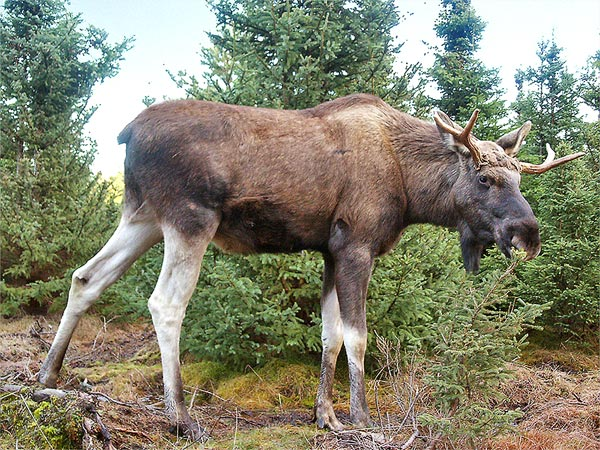
En los bosques de Esmolandia hay alces.
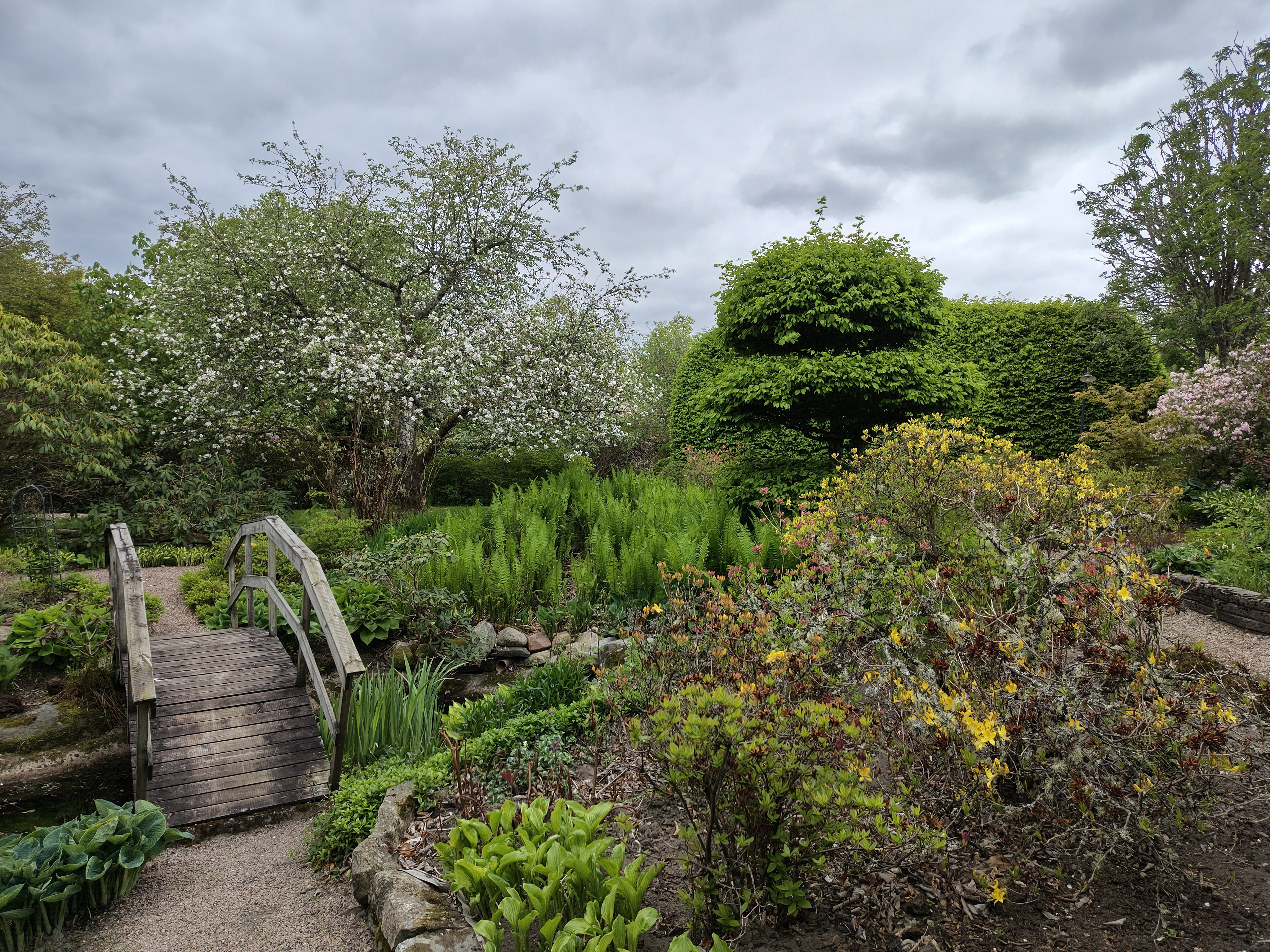
Kärrhults Gård, ein botanischer Garten in Småland
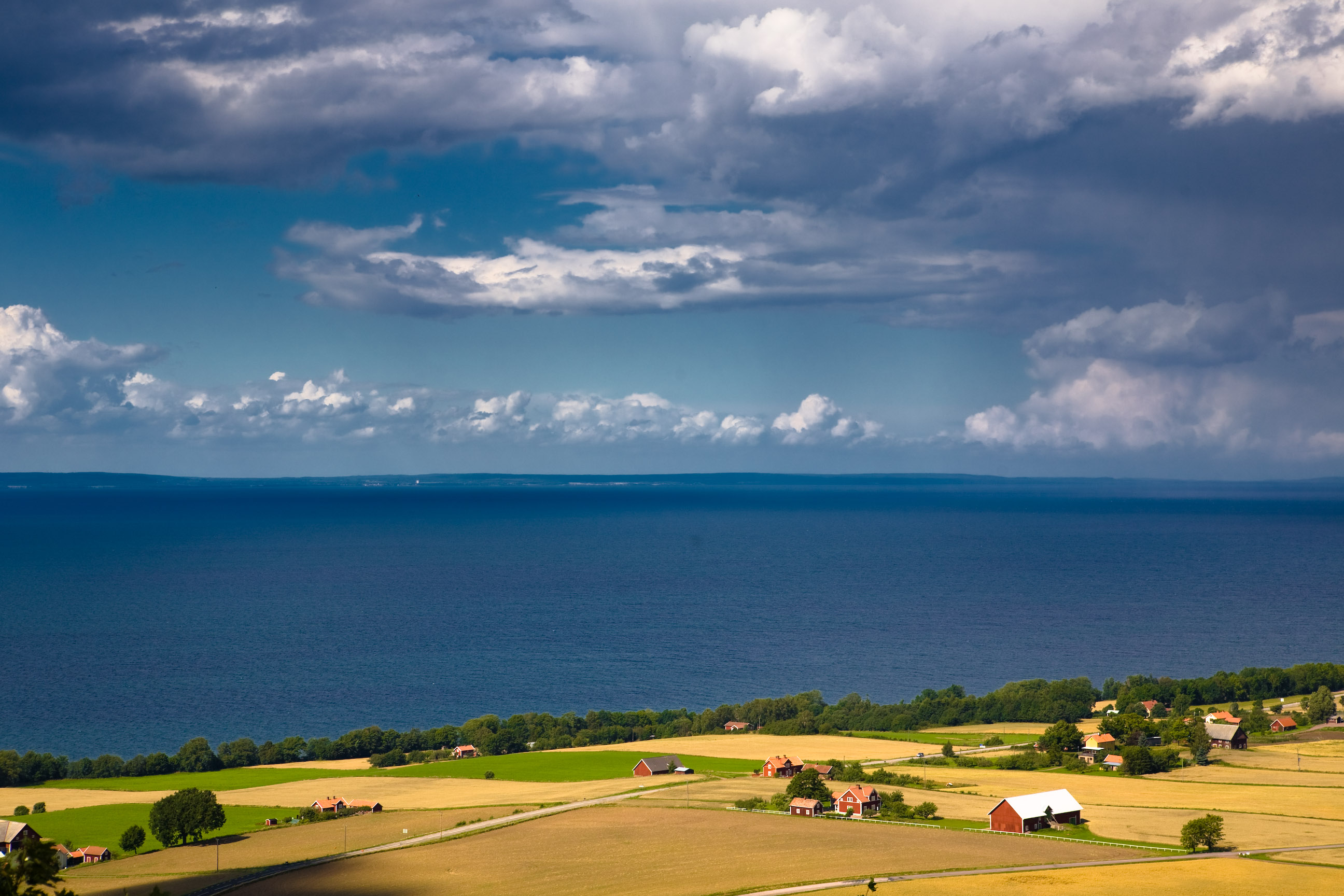
Vättern, el segundo lago más grande de la UE